# Nikki Glaser
Nikki Glaser (Cincinnati, Ohio, 1 de junio de 1984) es una comediante, presentadora de pódcast y presentadora de televisión estadounidense. Fue la presentadora de la serie de televisión Not Safe with Nikki Glaser, que se estrenó en Comedy Central y Much el 9 de febrero de 2016.

## Primeros años
Glaser nació en Cincinnati, Ohio, siendo hija de Julie E. (Burke de soltera) y Edward J. Glaser. Ella tiene ascendencia alemana e irlandesa. Pasó la mayor parte de su infancia en San Luis, Misuri. Se graduó de Kirkwood High School, asistió a la Universidad de Kansas y se graduó en literatura inglesa.

## Carrera

### Comedia en vivo
Glaser comenzó a presentarse a la edad de 18 años. Desde entonces, ha presentado comedia en vivo en The Tonight Show with Jay Leno, Conan y dos temporadas de Last Comic Standing.

### Podcast y radio
De 2011 a 2014, Glaser presentó un pódcast con la comediante Sara Schaefer llamado You Had To Be There.
En marzo de 2015, Glaser apareció en el podcast de consejos sobre la vida de Giant Bomb, Danswers, hablando de temas como su experiencia con el coanfitrión Dan Ryckert en la universidad.
Glaser fue copresentadora del podcast We Know Nothing con el comediante Phil Hanley y la compañera de cuarto y músico Anya Marina. We Know Nothing fue un pódcast humorístico basado en las relaciones el cual recibe llamadas de los oyentes e intenta darles consejos sobre el amor. En 2015, dejó el podcast después de determinar que estaba interfiriendo con sus relaciones personales.
De enero a octubre de 2016, presentó el podcast acompañante en su programa Not Safe de Comedy Central con Dan St. Germain y Brian Frange. En cada episodio discutieron cuestiones de sexo y relaciones.
En febrero de 2018, comenzó a ser presentadora de You Up? With Nikki Glaser, un programa de radio diario en Sirius XM.

### Televisión
Nikki & Sara Live, una serie de televisión semanal presentada por Glaser y Schaefer, se estrenó el 29 de enero de 2013 en MTV. El espectáculo fue cancelado el 29 de octubre de 2013, después de dos temporadas.
Glaser también ha aparecido en programas de MTV cono Money from Strangers, Awkward. After Show. You're Welcome. y Failosophy.
El 2 de junio de 2015, Comedy Central dio luz verde a un programa de entrevistas sobre temas sexuales presentado por Glaser, titulado Not Safe with Nikki Glaser. El programa se estrenó el 9 de febrero de 2016. Not Safe with Nikki Glaser se mostró en el Reino Unido en 4Music. El espectáculo fue cancelado en noviembre de 2016.
El 5 de septiembre de 2016, Glaser apareció en Comedy Central Roast of Rob Lowe como una roaster. Ella apareció en Comedy Central Roast de Bruce Willis el 28 de julio de 2018.
El 12 de septiembre de 2018, Glaser fue anunciada como una de las celebridades que competirían en la temporada 27 de Dancing with the Stars, siendo emparejada con el bailarín profesional Gleb Savchenko. Ellos fueron la primera pareja eliminada de la competencia el 25 de septiembre.

### Cine
Glaser interpretó un pequeño papel en la película de 2009 de Henry Phillips, Punching the Clown. También apareció como ella misma en el documental I Am Comic de Jordan Brady, y su secuela, I Am Road Comic.
Glaser tuvo un papel en la película dirigida por Judd Apatow, Trainwreck (2015).

## Vida personal
Glaser tiene una relación con el productor Chris Convy. .Desde 2022, viven en el barrio Central West End de St. Louis. 
Ha estado sobria desde 2012 y también dejó de fumar. Ella atribuye su recuperación a los escritos de Allen Carr. Glaser también reveló que luchó contra un trastorno alimentario al principio de su vida y buscó ayuda a través de un programa de recuperación. Glaser es una activista de los derechos de los animales desde hace mucho tiempo y es vegana desde 2016.
En el 2023, asistió a 22 conciertos de Taylor Swift durante el Eras Tour.
Glaser ha expresado opiniones sobre la cultura de la violación, siguiendo el caso de Brock Turner, sugiriendo que el juez Aaron Persky, quien transmitió la sentencia de Turner, debería ser un sinónimo de apologista de violación.

## Filmografía
| Año     | Título                               | Papel                   | Notas                                          |
| ------- | ------------------------------------ | ----------------------- | ---------------------------------------------- |
| 2009    | The Tonight Show with Jay Leno       | Ella misma              |                                                |
| 2009    | Punching the Clown                   | Olympia                 |                                                |
| 2009    | It's On with Alexa Chung             | Ella misma              |                                                |
| 2010    | I Am Comic                           | Ella misma              |                                                |
| 2011-12 | Red Eye                              | Panelista               | Ha aparecido en dos episodios                  |
| 2012    | Awkward. After Show. You're Welcome. | Presentadora            | Copresentadora con Sara Schaefer               |
| 2013    | Nikki & Sara Live                    | Presentadora/Creadora   | Copresentadora y cocreadora con Sara Schaefer  |
| 2013    | Conan                                | Ella misma              |                                                |
| 2013    | Totally Biased with W. Kamau Bell    | Invitada                |                                                |
| 2013    | Last Call with Carson Daly           | Invitada                |                                                |
| 2013    | The Half Hour                        | Ella misma              | Temporada 2, Episodio 2: «Stand-up comedy set» |
| 2013    | Inside Amy Schumer                   | Amanda                  | Episodio 3: «A Porn Star Is Born»              |
| 2013    | Women Who Kill                       | Ella misma              |                                                |
| 2013–17 | @midnight]                           | Ella misma              | Ha aparecido en veinte episodios               |
| 2014    | Big Morning Buzz Live                | Ella misma              |                                                |
| 2014    | Adam DeVine's House Party            | Ella misma              | Temporada 2, Episodio 7: «Marriage Material»   |
| 2014    | I Am Road Comic                      | Ella misma              |                                                |
| 2015    | The View                             | Copresentadora invitada |                                                |
| 2015    | VH1 Top 20 Countdown                 | Copresentadora invitada |                                                |
| 2015    | Trainwreck                           | Lisa                    |                                                |
| 2016    | The Late Late Show with James Corden | Ella misma              |                                                |
| 2016    | Not Safe with Nikki Glaser           | Ella misma/Presentadora |                                                |
| 2016    | Nikki Glaser's Perfect               | Ella misma              |                                                |
| 2016    | Conan                                | Invitada                |                                                |
| 2016    | And Punching the Clown               | Claire la cantinera     |                                                |
| 2016    | Comedy Central Roast of Rob Lowe     | Ella misma              | Especial de televisión                         |
| 2017    | The Standups                         | Ella misma              |                                                |
| 2017    | Adam Ruins Everything                | Sallie Mae              | Episodio: «Adam Ruins College»                 |
| 2018    | A.P. Bio                             | Chloe de Baltimore      |                                                |
| 2018    | Alone Together                       | Annette                 | Episodio: «Property Management»                |
| 2018    | The Comedy Central Roast             | Ella misma              | Episodio: «Bruce Willis»                       |
| 2018    | Jeff Ross Presents Roast Battle      | Juez                    |                                                |
| 2018    | Dancing with the Stars               | Ella misma              | Participante de la temporada 27                |